# Volná monáda
Volná monáda je v teorii kategorií monáda vytvořená z funktoru s nejvolnější možnou strukturou. Na rozdíl od "běžných" monád nereprezentuje žádný sekvenční výpočet a lze ji "rozbalit", tj. získat v ní "zabalenou" hodnotu.
Volná monáda je počátečním objektem v kategorii monád, tj. do každé monády z ní vede právě jeden morfismus. Morfismus {\displaystyle f:M\rightarrow M'} je morfismem mezi monádami, pokud platí {\displaystyle \eta '=f\circ \eta } a {\displaystyle f\circ \mu =\mu '\circ (f\otimes f)}.

## Funkcionální programování
V Haskellu je typ volné monády nad funktorem f
```
Free
 
f
 
a
 
=
 
Pure
 
a
 
|
 
Roll
 
(
f
 
(
Free
 
f
 
a
))

```

Volné monády se ve funkcionálním programování používají k implementaci interpretů doménově specifických jazyků, protože poskytují syntakticky definovanou operaci bind.